# 山內則康
山內則康（日语：山内 則康，1959年9月13日—），日本資深男性動畫師、人物設計師、機械設計師。

## 人物簡介
Studio LIVE所屬，不過從1995年的一般向OVA《女神天國》開始經常參加Studio Fantasia製作的動畫作品。
山內他為人熟知的是在許多動畫作品中，擅長塑造出一個美好的女性角色，並且特別強調腿部線條的美感與設計而獲得外界肯定。其中動畫雜誌編輯、編劇小黑祐一郎給山內的評語是「日本最誇耀三大腳線的動畫師之一」，又說「山內最喜歡描繪腳，不會刻意去強調胸部」，而導演沖浦啓之給山內的評語是「擅長描繪女體首屈一指的人」。

## 主要參加作品

### 電視動畫
- 超力機器人卡拉特（日语：超力ロボ ガラット）（原畫）
- 超獸機神斷空我（人物設定[注 1]、服裝設定[注 2]、原畫）
- 偶像英里子傳說（人物設定、作畫監督、原畫）
- 偶像天使陽子（作畫監督、原畫）
- 城市獵人系列
  - 城市獵人（原畫）
  - 城市獵人2（原畫）
  - 城市獵人'91（機械設定、作畫監督、原畫）
- 超時空遊俠（配角設定）
- 魔法公主Minky Momo 擁抱夢想（日语：魔法のプリンセスミンキーモモ）（作畫監督、原畫）
- 美少女戰士R（原畫）
- 恐龍冒險記（日语：恐竜冒険記ジュラトリッパー）（原畫）
- 逮捕令（原畫）
- 星際牛仔（原畫）
- 銀河漂流13（原畫）
- A.D.POLICE（日语：A.D.POLICE）（原畫）
- 名偵探柯南（原畫）
- 吹波糖危機2040（原畫）
- 魔裝機神 (1999年電視動畫)（日语：魔装機神サイバスター (テレビアニメ)）（原畫）
- 地球防衛家族（原畫）
- 七虹香電擊作戰（人物設定、總作畫監督、作畫監督、原畫、OP動畫、ED動畫）
- G-on少女騎士團（原畫）
- 銀河戰警（原畫）
- STRATOS 4（日语：ストラトス・フォー）（人物設定、機械設定、總作畫監督、作畫監督、原畫、OP動畫、ED動畫）
- 急救超人兵團（原畫、OP動畫）
- 你所期望的永遠（原畫、OP動畫）
- 廢棄公主（原畫）
- 甲賀忍法帖（原畫）
- 到另一個你的身邊去（原畫）
- BLACK CAT（原畫）
- 獸王星（原畫）
- 奏光之Strain（作畫監督、原畫）
- GUNSLINGER GIRL -IL TEATRINO-（原畫）
- 水晶之焰（日语：クリスタル ブレイズ）（作畫監督、資料協力）
- 武裝機甲（原畫）
- 十字架與吸血鬼 CAPU2（作畫監督）
- 香格里拉（OP原畫）
- 變身！公主偶像（作畫監督）
- 強襲魔女2（原畫）
- FORTUNE ARTERIAL 赤之約束（作畫監督）
- 女僕咖啡廳（作畫監督）
- 瑪莉亞†狂熱 ALIVE（總作畫監督、作畫監督、原畫）
- 罪惡王冠（作畫監督）
- Persona4 the ANIMATION（作畫監督、作畫監督補）
- Muv-Luv Alternative Total Eclipse（作畫監督）
- 人類衰退之後（作畫監督、作畫監督補）
- 輪迴的拉格朗日 Season 2（作監協力）
- 出包王女DARKNESS（作畫監督）
- 只要妳說妳愛我。（作畫監督）
- 少女與戰車（分鏡）
- 我的朋友很少NEXT（作畫監督）
- 初音島III（作畫監督）
- 宇宙戰艦大和號2199（原畫）
- 襲來！美少女邪神W（作畫監督補、原畫）
- YUYU式（作畫監督）
- 穿透幻影的太陽（作畫監督）
- 東京闇鴉（作畫監督）
- IS〈Infinite Stratos〉2（作畫監督）
- Walkure Romanze 少女騎士物語（作畫監督）
- 櫻Trick（作畫監督）
- 黑色子彈（作畫監督、原畫）
- 地球隊長（作畫監督協力）
- Persona4 the Golden ANIMATION（作畫監督）
- 精靈使的劍舞（作畫監督）
- 灰色的果實（作畫監督）
- 少年好萊塢 -HOLLY STAGE FOR 49-（日语：少年ハリウッド）（作畫監督）
- 絕對雙刃（作畫監督）
- 灰色的迷宮（作畫監督）
- 灰色的樂園（作畫監督）
- 監獄學園（作畫監督）
- 無頭騎士異聞錄DuRaRaRa!!×2 轉（作畫監督）
- 粗點心戰爭（作畫監督）
- 最弱無敗神裝機龍（作畫監督）
- 無頭騎士異聞錄DuRaRaRa!!×2 結（作畫監督、原畫）
- 少年女僕（作畫監督、原畫）
- Rewrite（作畫監督）
- Lostorage incited WIXOSS（作畫監督）
- 超心動！文藝復興（作畫監督）
- 劍姬神聖譚 在地下城尋求邂逅是否搞錯了什麼 外傳（作畫監督）
- 第一次的辣妹（パンツマイスター）
- 狂賭之淵（原畫）
- 騎士&魔法（作畫監督）
- 泥鯨之子們在沙地上歌唱（作畫監督）
- 小木乃伊到我家（作畫監督、原畫）
- 行星與共（作畫監督、原畫）
- 魔法禁書目錄III（作畫監督）
- 關於我轉生變成史萊姆這檔事（作畫監督）
- 狂賭之淵××（原畫）
- COP CRAFT（作畫監督）
- 在地下城尋求邂逅是否搞錯了什麼II（作畫監督）
- 美妙射擊部（原畫）
- 科學超電磁砲T（作畫監督）
- 闇影詩章（作畫監督）
- 在地下城尋求邂逅是否搞錯了什麼III（作畫監督）
- 攀岩！ -Sport Climbing Girls-（第7話最終片段原畫）
- 被逐出隊伍的治癒師，其實是最強（作畫監督）

### OVA（一般向）
- 魔法公主 Minky Momo 夢中輪舞（日语：魔法のプリンセスミンキーモモ）（原畫）
- Project A子（日语：プロジェクトA子）（原畫）
- 恐怖的生化人 最終教師（日语：最終教師）
- 飛越巔峰（原畫）
- （原畫）
- 超幕末少年世紀系列
  - 超幕末少年世紀（原畫）
  - 新超幕末少年世紀 CHILDREN BUILD THE FUTURE（原畫）
- （原畫）
- 紺碧艦隊（機械設定）
- 特搜戰車隊DOMINION（日语：ドミニオン (漫画)）（原畫）
- 女神天國（日语：女神天国）（人物設定、作畫監督、原畫）
- 偶像防衛隊Humming Bird '95前往夢想之處（原畫）
- AIKa系列
  - AIKa（構成、分鏡、演出、人物設定、總作畫監督、作畫監督、原畫）
  - AIKa Special TRIAL（人物設定、作畫監督、原畫）
  - AIKa R-16 VIRGIN MISSION（人物設定、機械設定、總作畫監督、作畫監督、原畫）
  - AIKa ZERO（導演、人物設定、總作畫監督）
- 魍魎游擊隊（原畫）
- （原畫）
- 快打旋風ZERO -THE ANIMATION-（原畫）
- AMON 惡魔人默示錄（原畫）
- 炎之迷宮（日语：炎のらびりんす）（人物設定、作畫監督、原畫）
- 漫畫派對Revolution（原畫）
- STRATOS 4（日语：ストラトス・フォー）系列
  - STRATOS 4 X（人物設定、機械設定、總作畫監督）
  - STRATOS 4 ADVANCE（人物設定、機械設定、總作畫監督、作畫監督、原畫、OP動畫）
  - STRATOS 4 ADVANCE 完結篇（人物設定、機械設定、總作畫監督、作畫監督）
- 草莓100% 戀愛開始!?攝影合宿 ～動搖的心向東向西～（導演、人物設定）
- 最終兵器彼女 Another Love Story（原畫）
- HELLSING IV（作畫監督）
- ToHeart2 adnext（OP動畫）
- G-taste (Best Selection版)（「森村奈奈」的人物設定、分鏡、演出、作畫監督、原畫）
- 輪迴的拉格朗日 鴨川Days（人物作畫監督、原畫）

### OVA（成人向）
- 系列
  - （人物設定）
  - II（人物設定）
- Lingeries（日语：Lingeries）系列（原畫）
- Hi·Me·Go·To（日语：Hi・Me・Go・To）（原畫）

### 電影動畫
- 福星小子2 綺麗夢中人（動畫）
- 強殖裝甲（原畫）
- 吸血鬼獵人D（動畫人物、原畫）
- Bats & Terry（日语：バツ&テリー）（人物設定、首席作畫監督）
- 王立宇宙軍 歐尼亞米斯之翼（原畫）
- 城市獵人：愛與宿命的馬格南（設計協力、原畫）
- ！R&R BAND（原畫）
- 劇場版 美少女戰士R（原畫）
- 名偵探柯南：銀翼的奇術師（原畫）
- 蒸氣男孩（設定開發）
- TRIGUN Badlands Rumble（槍器監修）
- 劇場版 魔法老師！ANIME FINAL（總作畫監督、原畫）
- PERSONA3 THE MOVIE #2 Midsummer Knight's Dream（作畫監督）

### 遊戲（一般向）
- 鐵甲旗艦ATRAGON（日语：鉄甲旗艦アトラゴン）（人物設定、機械設定、作畫監督、原畫）
- 女神天國II（日语：女神天国#ゲーム）（人物設定、作畫監督、原畫）
- SCANDAL（日语：スキャンダル (ゲーム)）（原畫）
- Innocent Tears（日语：Innocent Tears (ゲーム)）（作畫監督、原畫）

### 遊戲（成人向）
- （人物設定、原畫）

### 其它
- 火箭女孩（舊版插圖）
- TOBIMONO 2號音樂館（日语：月刊ホビージャパン）（合作插圖）

## 畫冊
- TOBIMONO GIRLS 山内則康畫集（2009年10月，HobbyJAPAN（日语：ホビージャパン）） ISBN 9784894259492

## 腳註

## 相關項目
- 日本動畫師列表
- Studio LIVE（日语：スタジオ・ライブ）
- Studio Fantasia
- Studio Pastoral（日语：スタジオパストラル）